# Phytoseius mindanensis
Phytoseius mindanensis är en spindeldjursart som beskrevs av Schicha och Corpuz-Raros 1992. Phytoseius mindanensis ingår i släktet Phytoseius och familjen Phytoseiidae. Inga underarter finns listade i Catalogue of Life.